# Alcyonacea
Los alcionáceos (Alcyonacea) son un orden de corales que pertenece a la subclase Octocorallia, de la clase Anthozoa. Se denominan comúnmente corales blandos, ya que no producen esqueletos de carbonato cálcico, por lo que no contribuyen a la construcción de los arrecifes, aunque habitan en ellos.
Los llamados corales blandos y corales cuero o piel, en su mayoría de aspecto carnoso, tienen en sus tejidos unos cristales microscópicos de calcita llamados espículas, cuya función es dar consistencia al tejido del animal, en ausencia de esqueleto. La forma y distribución de las espículas son las principales características utilizadas en la identificación de géneros y especies de octocorales.
Además de los corales blandos, este orden incluye las gorgonias, que sustituyen el esqueleto de los corales duros, orden Scleractinia, por estructuras semirrígidas compuestas de calcita y/o una sustancia que generan llamada gorgonina.

## Subórdenes y familias
Muchas familias y géneros del orden Alcyonacea necesitan una intensa revisión taxonómica, y numerosas especies continúan estando sin describir o simplemente sin identificar. No obstante, según el Registro Mundial de Especies Marinas, World Register of Marine Species (WoRMS), actualmente este orden comprende los siguientes subordenes y familias:
| - Suborden Alcyoniina - Familia Alcyoniidae - Familia Aquaumbridae - Familia Nephtheidae - Familia Nidaliidae - Familia Paralcyoniidae - Familia Xeniidae - Suborden Calcaxonia - Familia Chrysogorgiidae - Familia Ellisellidae - Familia Ifalukellidae - Familia Isididae - Familia Primnoidae - Suborden Holaxonia - Familia Acanthogorgiidae - Familia Dendrobrachiidae - Familia Gorgoniidae - Familia Keroeididae - Familia Plexauridae - Suborden Protoalcyonaria - Familia Taiaroidae | - Suborden Scleraxonia - Familia Anthothelidae - Familia Briareidae - Familia Coralliidae - Familia Melithaeidae - Familia Paragorgiidae - Familia Parisididae - Familia Spongiodermidae - Familia Subergorgiidae - Suborden Stolonifera - Familia Acrossotidae - Familia Arulidae - Familia Clavulariidae - Familia Coelogorgiidae - Familia Cornulariidae - Familia Pseudogorgiidae - Familia Tubiporidae - No asignadas - Familia Acanthoaxiidae - Familia Haimeidae - Familia Paramuriceidae - Familia Parasphaerascleridae - Familia Viguieriotidae |

## Galería

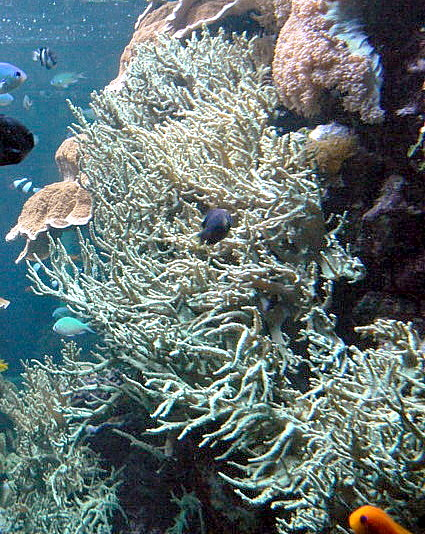
Sinularia flexibilis
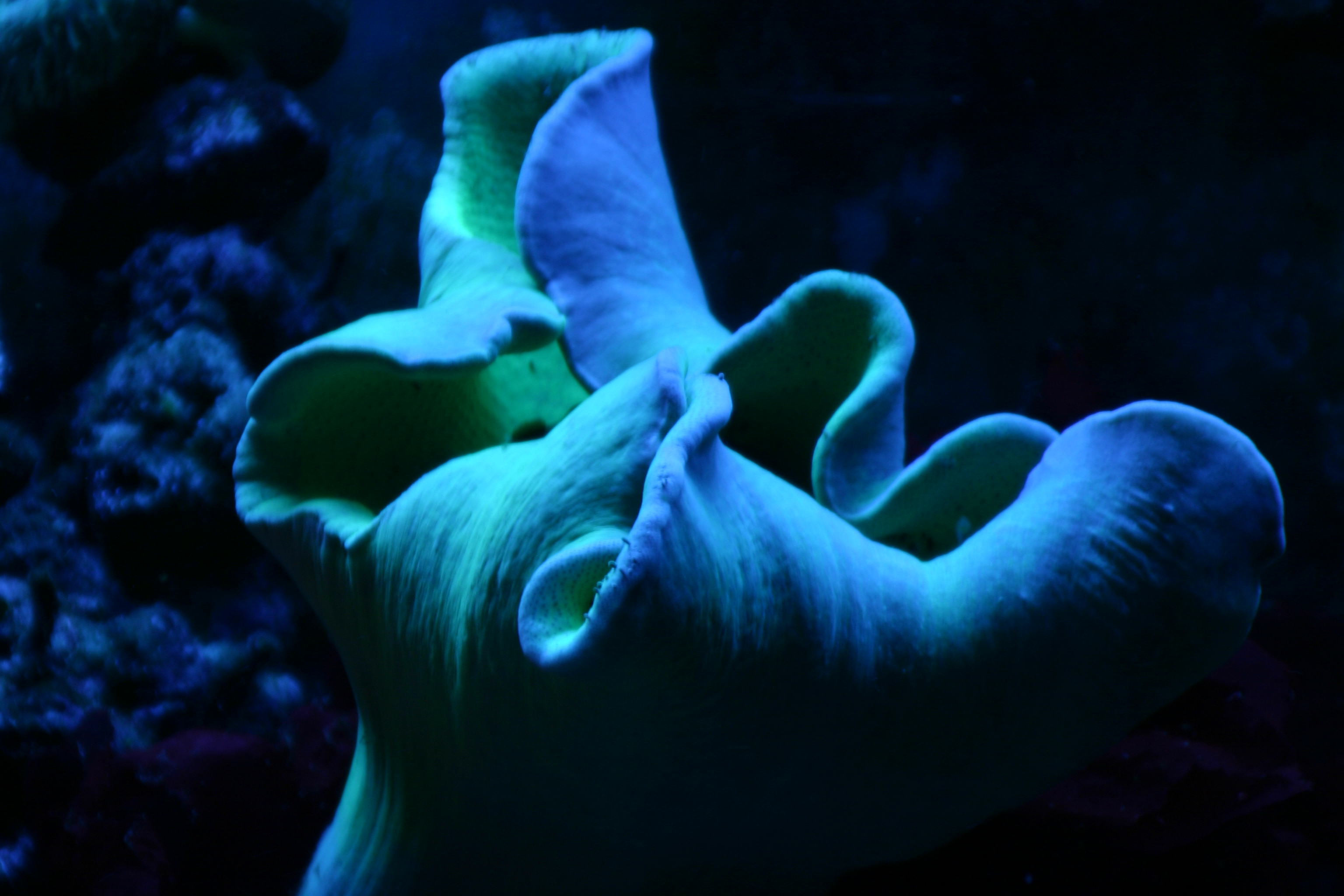
Sarcophyton con pólipos retraidos bajo luz actínica.
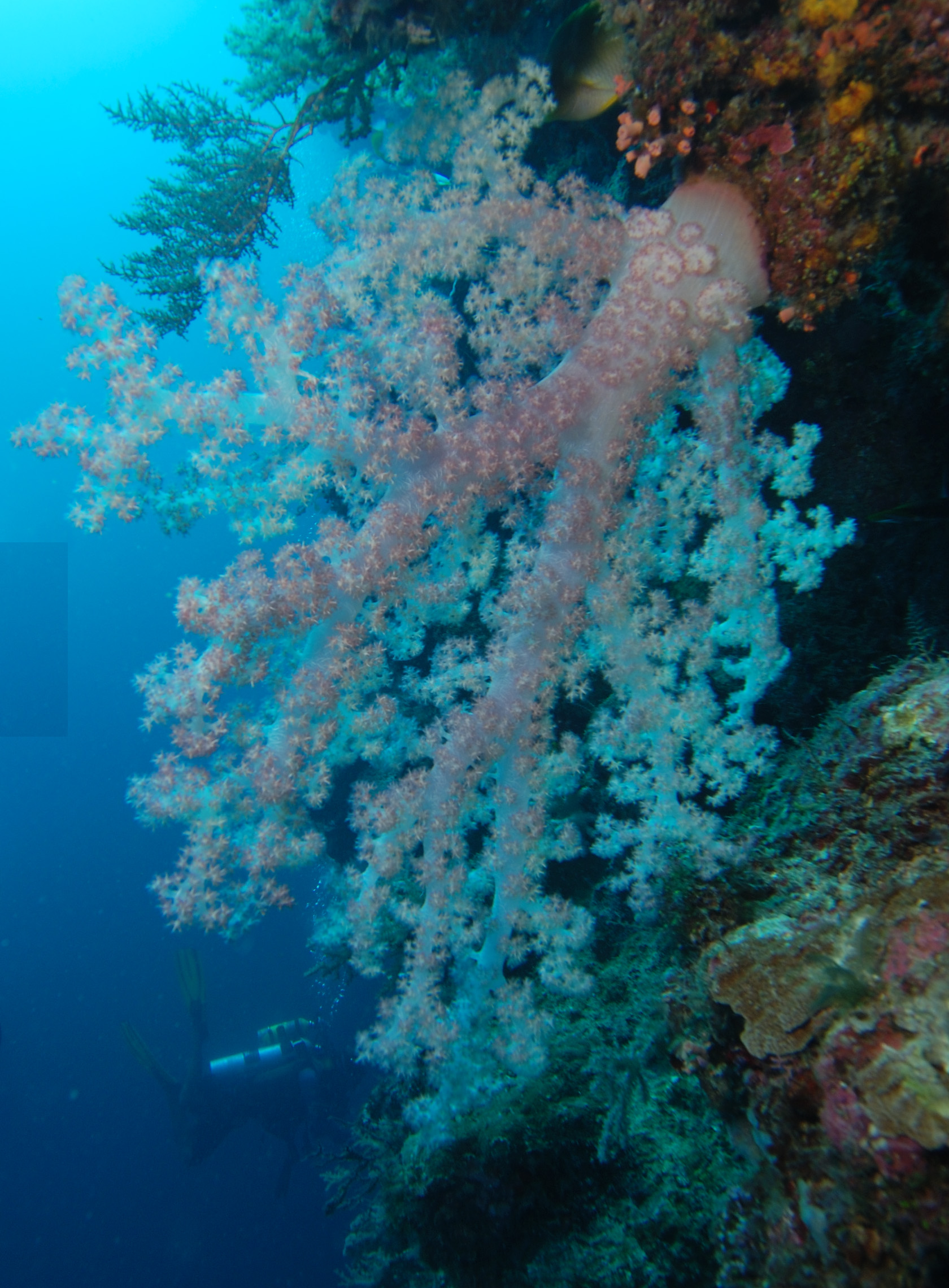
Dendronephthya klunzingeri en Borneo (Layang Layang)
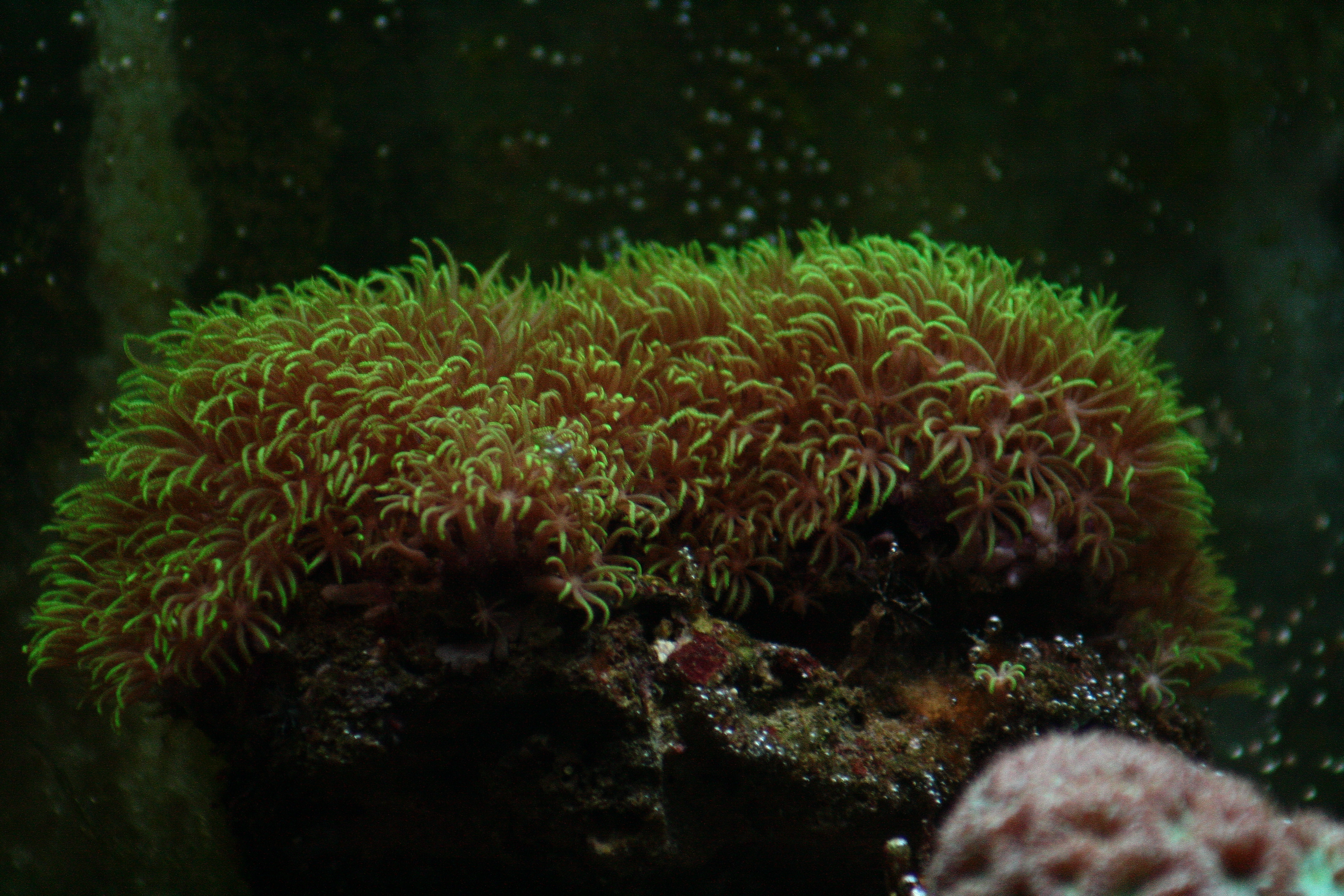
Clavularia viridis en acuario de arrecife.
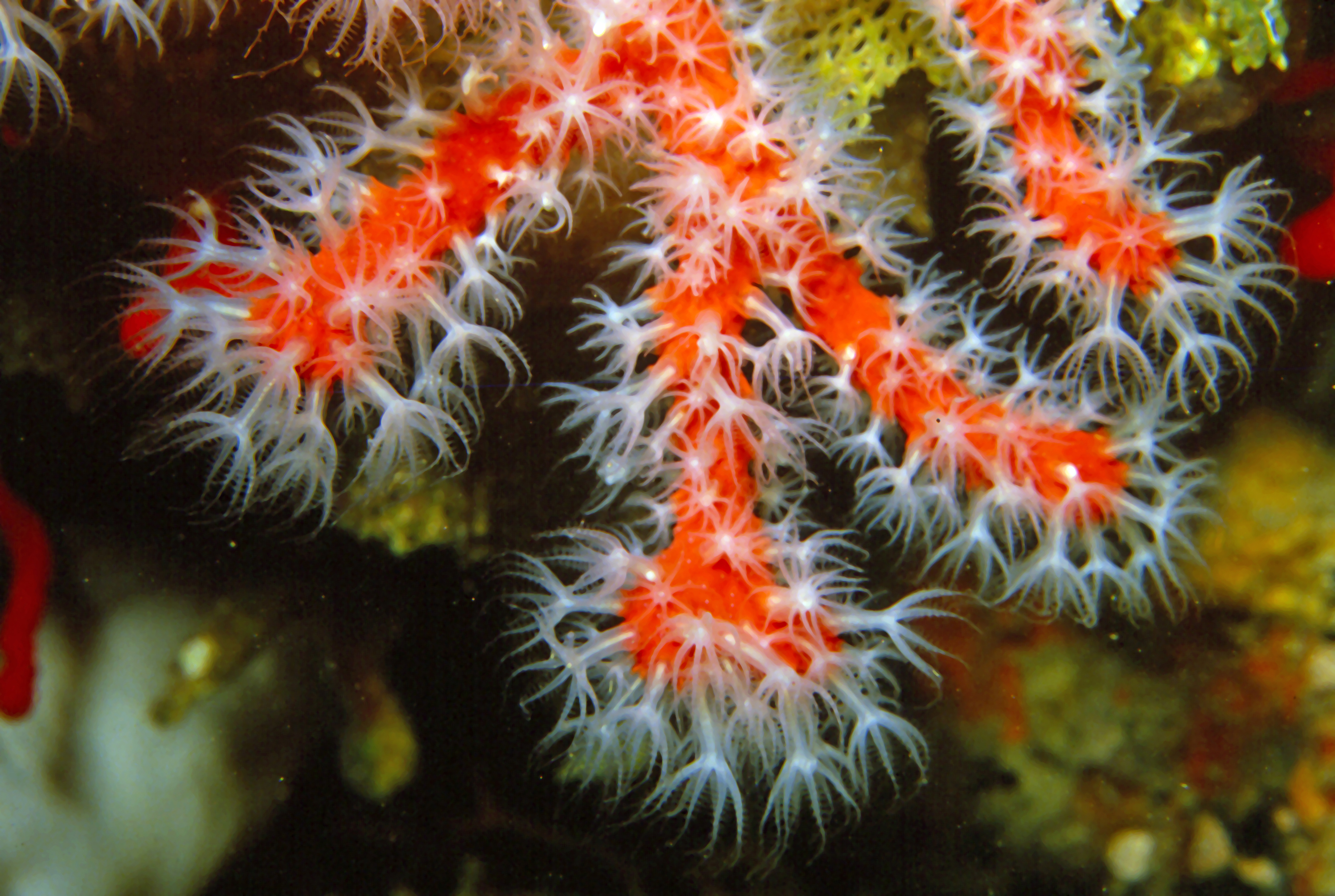
Corallium rubrum o Coral rojo.
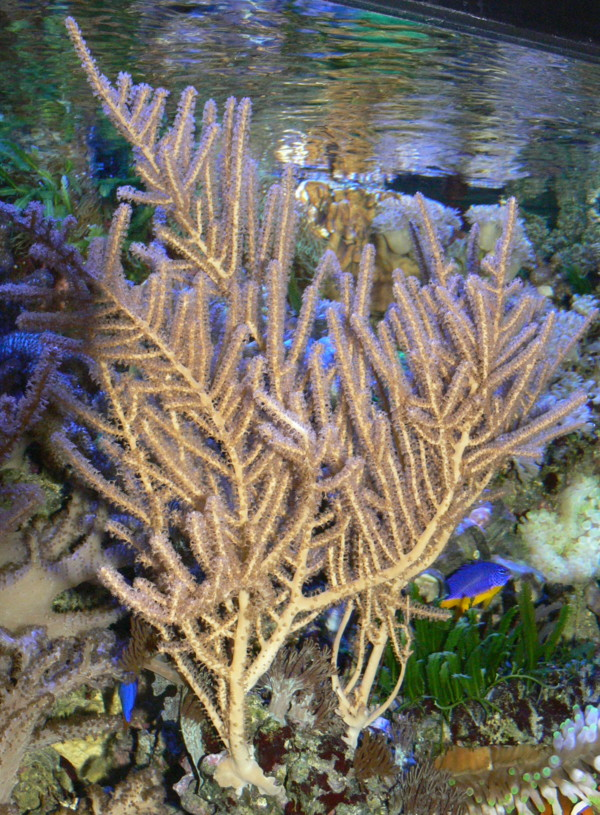
Pinnigorgia en acuario
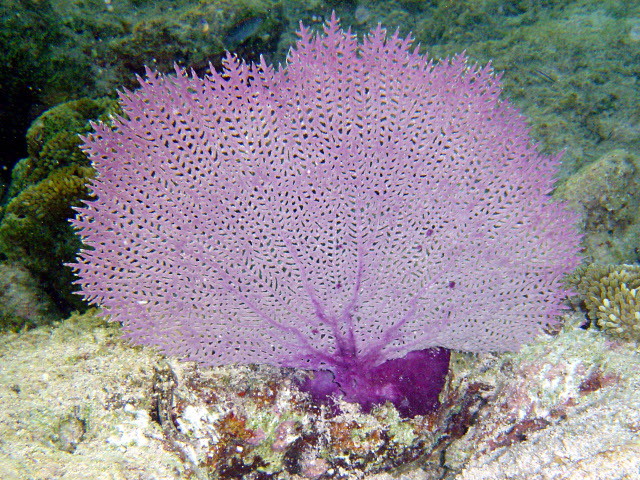
Gorgonia ventalina en Pinar del Río (Cuba).

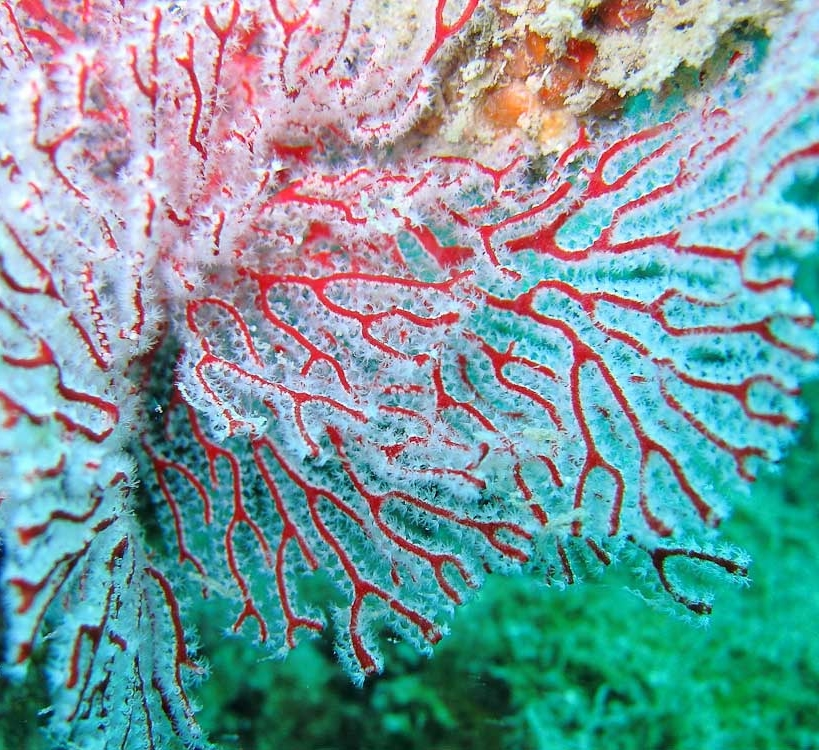
Subergorgia sp en Koh Phangan, Tailandia
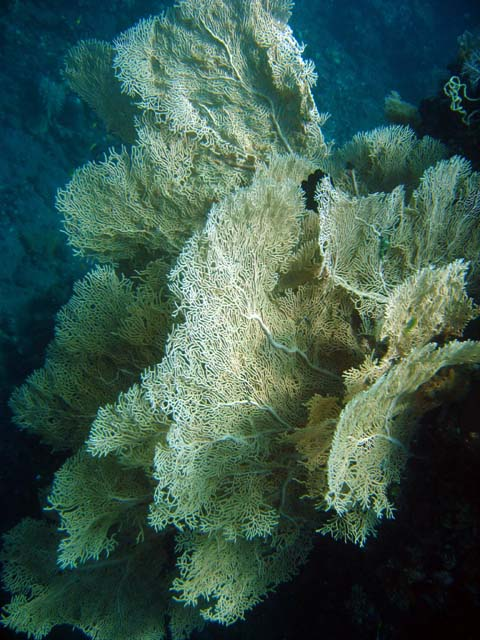
Annella mollis
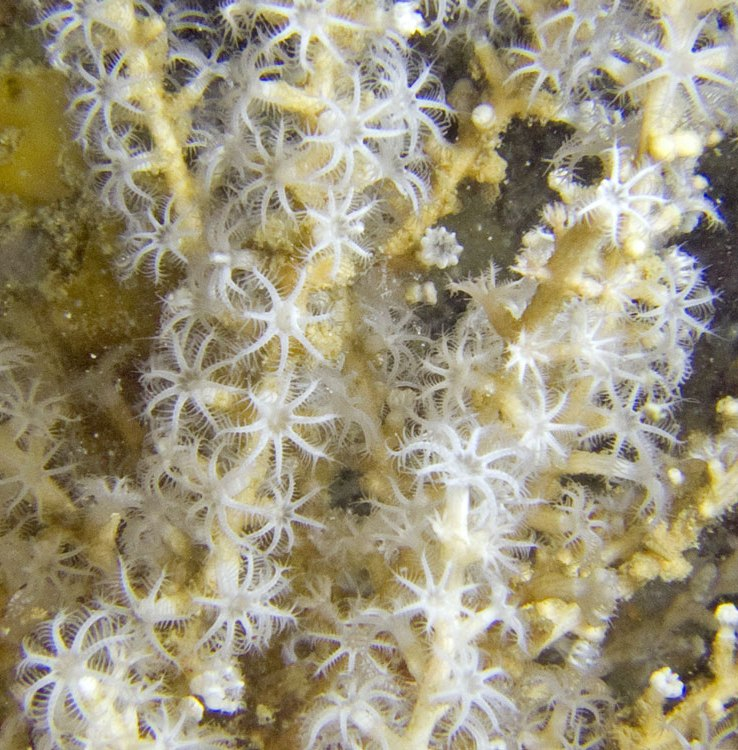
Echinogorgia sp en Koh Phangan
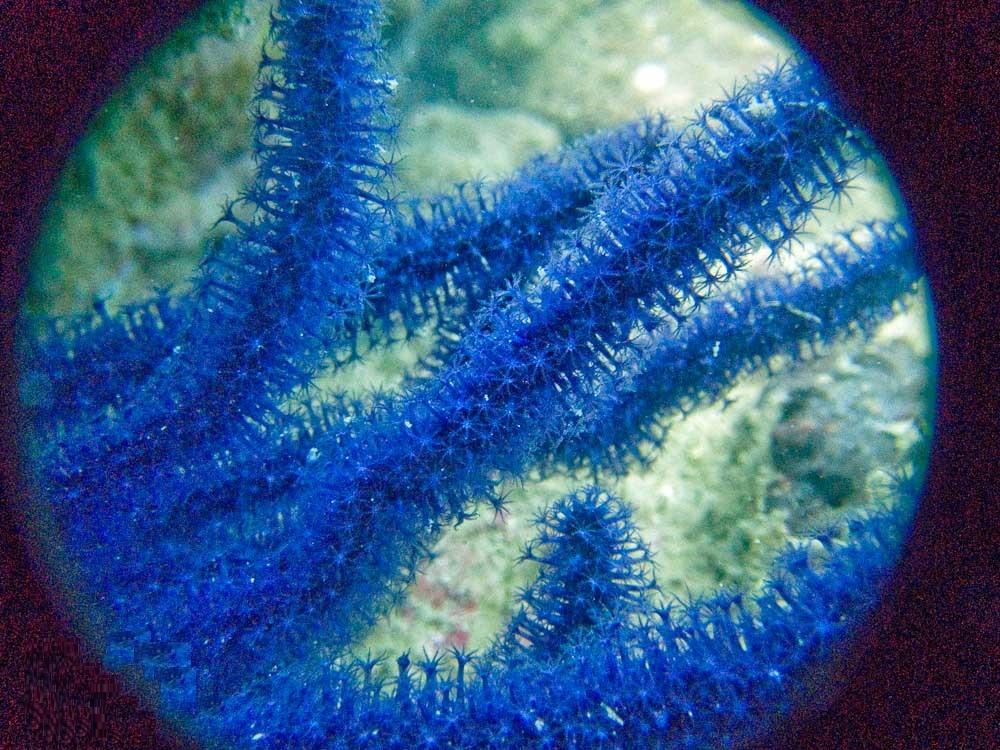
Junceella sp en Koh Phangan
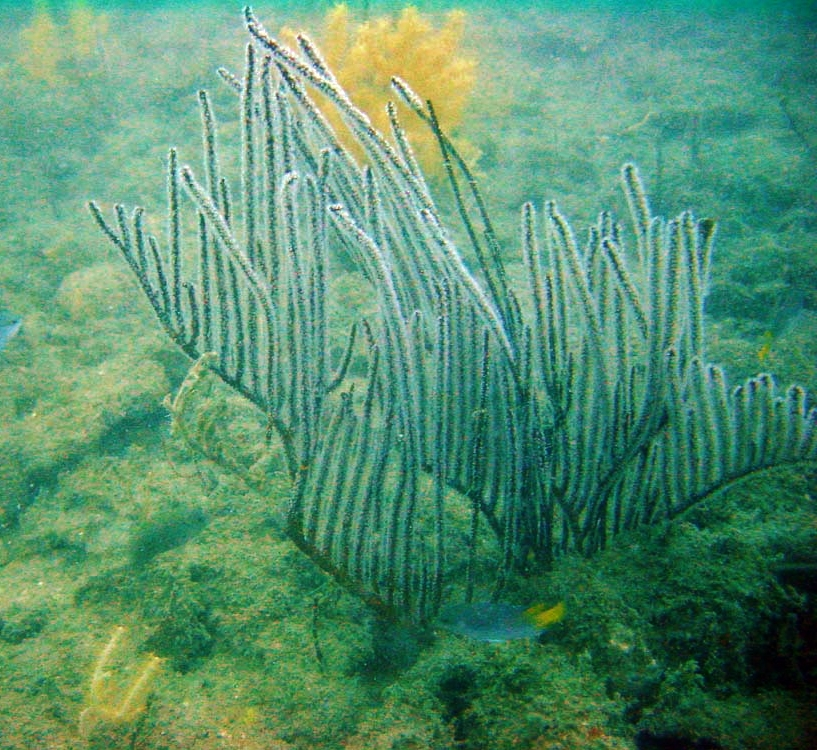
Ctenocella sp
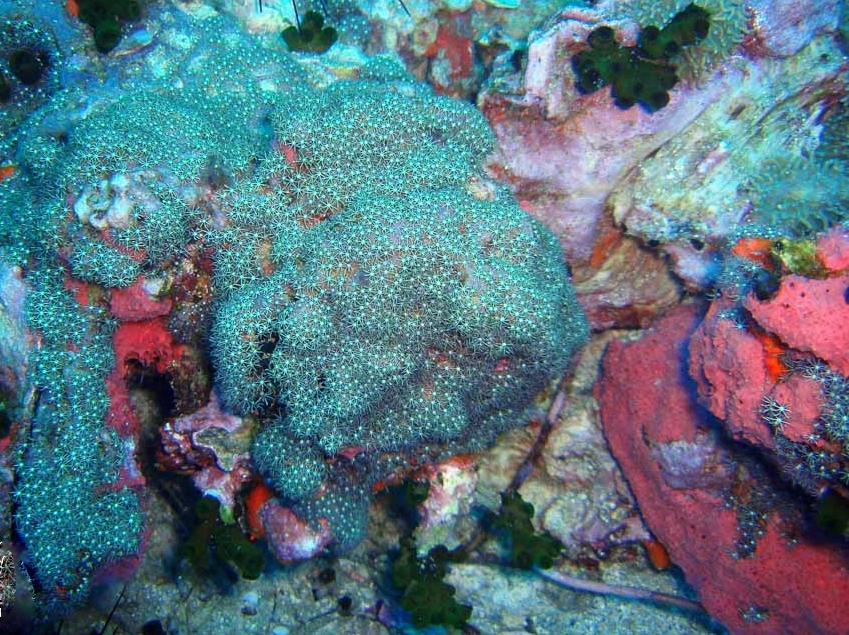
Tubipora musica en Koh Phangan
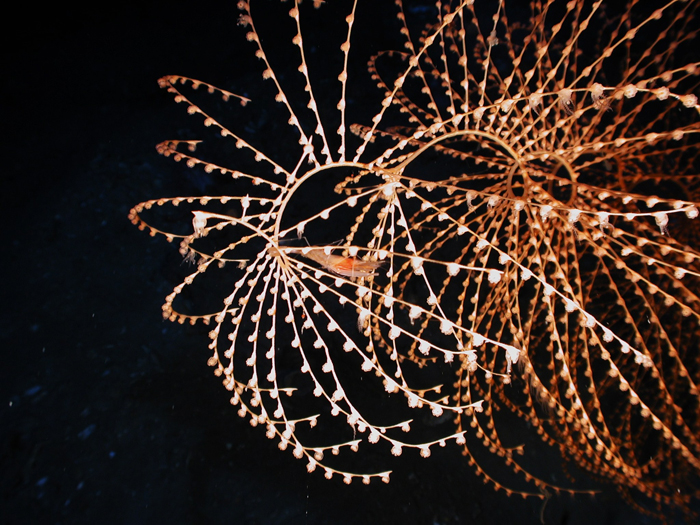
Iridigorgia sp